# Alán Aspuru-Guzik
Alán Aspuru-Guzik es profesor de química, informática, ingeniería química y ciencia de los materiales en la Universidad de Toronto. Su grupo de investigación estudia el aprendizaje automático, la computación cuántica y la química automatizada. Es el director científico y cofundador de la startup de computación cuántica Zapata Computing.

## Primeros años de vida
Aspuru-Guzik se crio en la Ciudad de México, México. Cuando estaba en la secundaria, representó a México en la Olimpiada Internacional de Química, después de lo cual creció su pasión por la ciencia, particularmente la química.
Aspuru-Guzik había obtenido su Licenciatura en Ciencias Químicas de la Universidad Nacional Autónoma de México en 1999. En 2004, se doctoró en química física de la Universidad de California, Berkeley. Continuó en Berkeley como becario postdoctoral entre 2005 y 2006, trabajando con Martin Head-Gordon.

## Carrera profesional
De 2006 a 2010, Aspuru-Guzik fue profesor asistente en la Universidad de Harvard, antes de convertirse en profesor asociado en 2010 y profesor en 2013. En 2018, el profesor Aspuru-Guzik se trasladó a la Universidad de Toronto como cátedra de investigación Canadá 150.
De 2012 a 2014, Aspuru-Guzik había trabajado con Michael Aziz y Roy Gordon con financiación del Departamento de Energía de los Estados Unidos para desarrollar baterías de flujo sin metales a escala de red. En 2016, Aspuru-Guzik trabajó con Ryan Babbush, un ingeniero cuántico de Google, para desarrollar un nuevo algoritmo para una computadora cuántica que podrá detectar varias moléculas, como el colesterol. Generalizando tales esfuerzos de investigación, ha contribuido sustancialmente a desarrollar ideas de algoritmos clásicos cuánticos híbridos.
Desde 2018, ha dado conferencias en el Centro de Tecnología y Ciencia de la Información, la Universidad Estatal de Colorado, Williams College, y el Colegio de Nueva Jersey.

## Premios
- 2009 - Profesor Distinguido de la Fundación Dow, Universidad de California, Santa Bárbara
- 2009 - Profesor de clausura, Universidad de Chicago
- 2009 - Investigador Sloan
- 2010 - Profesor distinguido de Hascoe, Universidad de Connecticut[13]
- 2010 - Premio a la Facultad Junior Sobresaliente Hewlett-Packard de la Sociedad Estadounidense de Química
- 2010 – MIT Technology Review Joven innovador menor de 35 (TR35)[14]
- 2011 - Miembro de Big Think Delphi[15]
- 2012 – Miembro de Ulam, Laboratorios Nacionales de Los Álamos
- 2012 - Visitante distinguido de Phillips, Haverford College[16]
- 2012 - Miembro electo, Sociedad Estadounidense de Física[17]
- 2013 – Premio ACS a la Carrera Temprana en Química Teórica[18]
- 2013 - Premio Computer World Data+[19]
- 2015 - Conferenciante distinguido del Centro de ciencia y tecnología de la información, Universidad Estatal de Colorado
- 2015 - Miembro principal del Instituto Canadiense de Investigación Avanzada (CIFAR)[20]
- 2016 – Profesor Per-Olov Löwdin, Universidad de Uppsala[21]
- 2017 – Miembro electo de la Asociación Estadounidense para el Avance de la Ciencia (AAAS)[22]
- 2017–2018; Miembro invitado del Consejo del Futuro Global sobre Materiales Avanzados del Foro Económico Mundial
- 2018 - Cátedra de Investigación Canadá 150 en Química Teórica y Cuántica[23]
- 2018 - Becaria visitante de la Sociedad Phi Beta Kappa[24]
- 2019 – Presidente CIFAR AI de Canadá, Vector Institute[20]
- 2019 - Miembro principal, Massey College[25]
- 2019 - Conferencia Laird, Universidad Memorial de Terranova